# روبرتو فراری
روبرتو فراری (انگلیسی: Roberto Ferraris؛ زادهٔ ۱۶ ژانویهٔ ۱۹۵۲) تیرانداز اهل ایتالیا بود.
وی در مسابقات کشوری و بین‌المللی در مجموع برندهٔ ۱ مدال برنز شده‌است.